# Ellmer
ellmer（エルマー）は日本のインストゥメンタル、ジャムバンドである。

## メンバー
- SUDAPONY(Drums)
- 佐藤健太(Bass)
- 島崎敦史(Keyboard)
- 笹本佳宏(Guitar)

### 元メンバー
- 渡辺祐介(Guitar)
- 石川徳久(Guitar)

## 概要
ストリートを原点とするミュージシャンのドキュメンタリーを映像記録する“jam film JAM”という企画から反響を呼び、中心人物であるROCKAMENCOのドラム＆パーカッショニストSUDAPONYによりバンド[ ellmer ]として結成、二度のメンバーチェンジを経て、現在に至る。正メンバーの他に、レギュラーゲストプレイヤーが数人。
活動は基本的に名古屋を中心とした路上演奏+ワンマンライヴで、不定期かつ集中的。完全即興によるストリートパフォーマンスで知られる。

## Discs
- 1st Album『ellmajestic』(RVCD-1801) 2008/11/4
- 2nd Album『knot fast』（RVCD-1102）2012/10/19
- 1st DVD『jam film JAM #01 DVD』（生産終了）2006/7/29